# Linia kolejowa nr 248
Linia kolejowa nr 248 Gdańsk Wrzeszcz – Gdańsk Osowa – jedno- i dwutorowa, w większości zelektryfikowana linia kolejowa w Gdańsku o długości 18,615 km. Linia nazywana jest Pomorską Koleją Metropolitalną.
Linia została wybudowana w latach 2013–2015 przez konsorcjum przedsiębiorstw Budimex i Ferrovial Agroman na zlecenie spółki Pomorska Kolej Metropolitalna, która jest zarządcą większej części tej linii. Kursowanie pociągów pasażerskich rozpoczęło się 1 września 2015, a jej operatorem od grudnia 2022 jest Polregio. W 2022 zakończono budowę nowego przystanku Gdańsk Firoga. W latach 2021–2023 trwała elektryfikacja linii na odcinku zarządzanym przez PKM.

## Historia

### Geneza

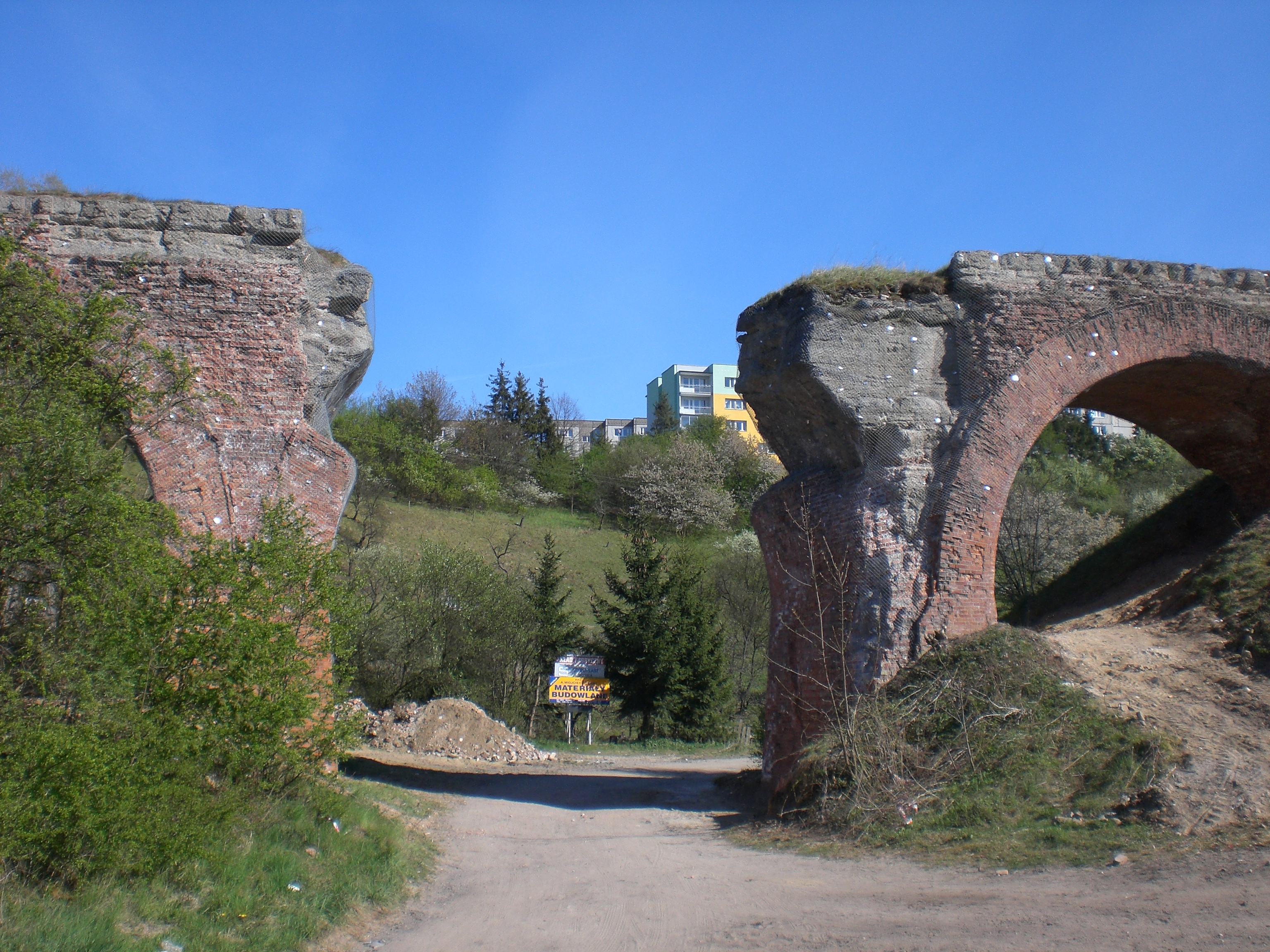
Pozostałości linii Gdańsk Wrzeszcz – Stara Piła w 2007 roku

W 1930 pierwsze lotnisko w Gdańsku zostało otwarte dla regularnej komunikacji pasażerskiej, a w 1931 w jego pobliżu powstał przystanek kolejowy Danzig Flugplatz (od 1936 Danzig Flughafen, a od 1945 Gdańsk Lotnisko). W 1974 lotnisko zostało zamknięte, a pobliski przystanek zmienił nazwę na Gdańsk Zaspa. Jednocześnie otwarto lotnisko Gdańsk Rębiechowo (od 2004 im. Lecha Wałęsy). Początkowo komunikację z nim zapewniały autobusy, jednak z czasem, ze względu na rozbudowę pobliskich gdańskich osiedli oraz wzrost ruchu lotniczego, dojazd do niego stawał się coraz trudniejszy. Na ul. Słowackiego stanowiącej podstawową drogę dojazdową do lotniska tworzyły się korki. Ulica ta została co prawda przebudowana i poszerzona, ale nie rozwiązało to problemu całkowicie. Początkowo rozważano budowę linii tramwajowej, jednak ostatecznie zdecydowano się na odbudowę linii kolejowej Gdańsk Wrzeszcz – Gdańsk Kokoszki. Miało to dać szansę nie tylko na poprawę dojazdu do lotniska, ale również do nowo powstałych osiedli mieszkaniowych. Ponieważ lotnisko w Rębiechowie obsługuje również Gdynię, powstała koncepcja, aby uruchomić także połączenie lotniska z Gdynią z wykorzystaniem fragmentu linii kolejowej nr 201.
Linia kolejowa z Gdańska Wrzeszcza do Gdańska Kokoszek (której śladem poprowadzono linię Pomorskiej Kolei Metropolitalnej) została otwarta 1 maja 1914 jako fragment linii kolejowej Gdańsk Wrzeszcz – Stara Piła. Linia ta została zniszczona w marcu 1945 przez broniące rejon Gdańska wojska niemieckie. Wysadzenie wiaduktów na odcinku Gdańsk Wrzeszcz – Kiełpinek (nad ul. Grunwaldzką/ul. Wita Stwosza/ul. Polanki/ul. Słowackiego/ul. Dolne Migowo) spowodowało, że ewentualna odbudowa linii byłaby bardzo kosztowna. Dodatkowo na niekorzyść jej odbudowy przemawiał fakt, iż miała ona tylko lokalny charakter – była wykorzystywana tylko jako połączenie Gdańska z Kartuzami. Pomimo iż powstał nawet społeczny komitet odbudowy tej linii, do jej odbudowy nie doszło.

### Przygotowanie do odbudowy
W sierpniu 2005 pojawiło się pierwsze opracowanie dotyczące budowy kolei metropolitalnej w Trójmieście jako alternatywy dla ruchu samochodowego, a w maju 2007 powstało wstępne studium wykonalności. W lipcu 2008 projekt trafił na Listę Projektów Kluczowych Programu Operacyjnego Infrastruktura i Środowisko, natomiast w grudniu 2009 powstało studium wykonalności projektu. Według pierwotnych założeń kolej metropolitalna miała połączyć Gdańsk i Gdynię z portem lotniczym w Gdańsku-Rębiechowie oraz Gdynię z planowanym portem lotniczym w Gdyni-Kosakowie. Planowano, iż już podczas budowy linia zostanie zelektryfikowana oraz będzie gotowa na Euro 2012.
31 maja 2010 sejmik województwa pomorskiego powołał spółkę Pomorska Kolej Metropolitalna, której celem stała się budowa rzeczonej linii kolejowej.

### Budowa

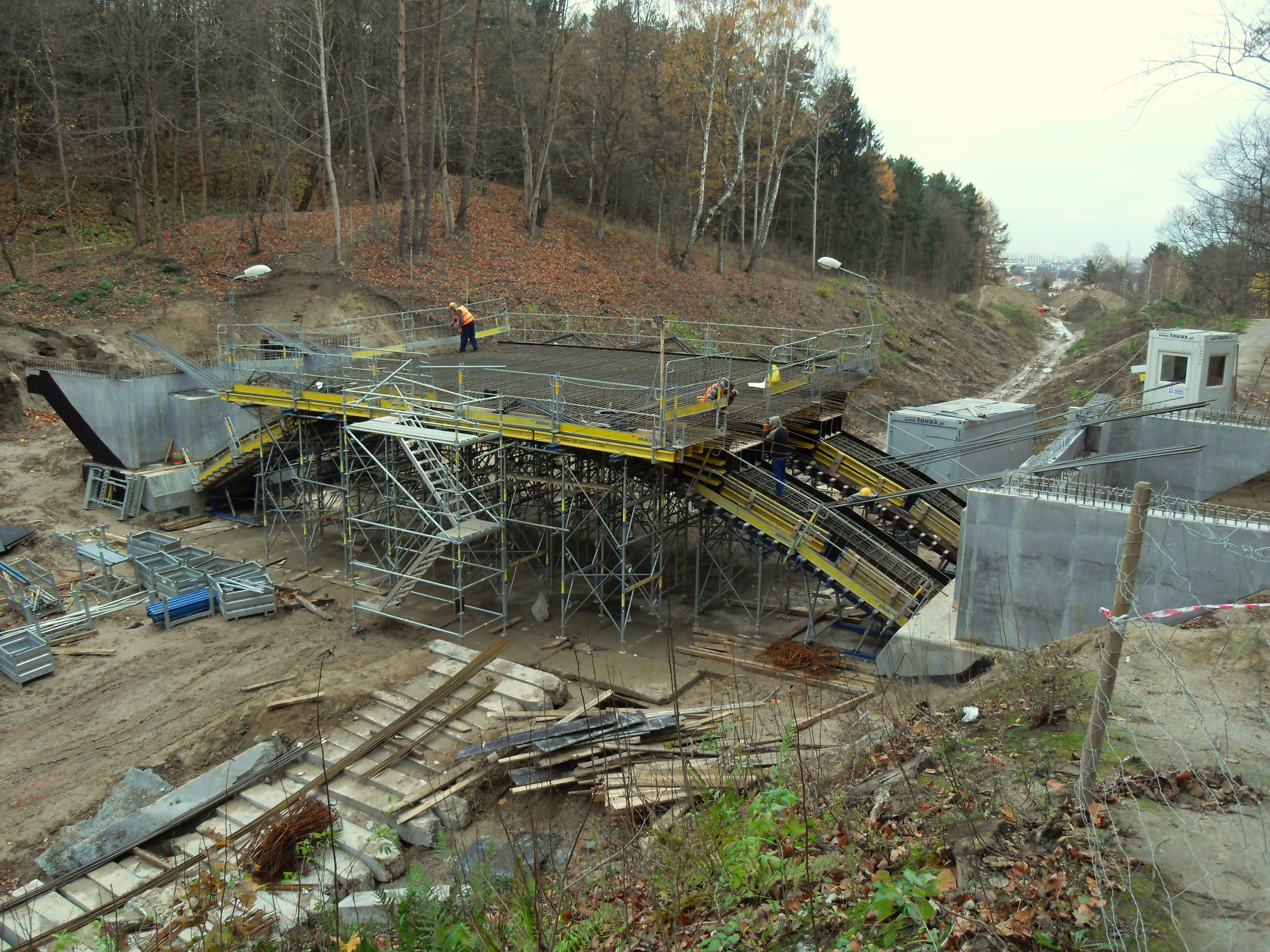
Budowa wiaduktu w miejsce zburzonego Mostku Weisera (stan na listopad 2013)

7 maja 2013 spółka PKM podpisała umowę na projekt i budowę tej linii z konsorcjum przedsiębiorstw Budimex i Ferrovial Agroman. Umowa obejmowała:
- dwutorową linię nr 248,
- jednotorową łącznicę nr 253,
- 8 przystanków osobowych,
- stację techniczną przy przystanku Gdańsk Rębiechowo,
- Lokalne centrum sterowania przy przystanku Gdańsk Matarnia,
- wiadukty kolejowe, wiadukty drogowe, przejścia nad torami, kładki dla pieszych, przepusty i przejścia dla zwierząt,
- system sterowania ruchem ERTMS[17][18][19].

31 stycznia 2014 PKP PLK podpisały z Torpolem umowę na modernizację stacji Gdańsk Wrzeszcz w taki sposób, aby możliwe było połączenie linii 248 z tą stacją. 27 maja 2014 PKP PLK podpisały z konsorcjum przedsiębiorstw z Rubau Polska na czele umowę na rewitalizację i przebudowę fragmentu linii nr 201, koniecznego do wpięcia do niej linii nr 248.
W marcu 2015 na linię nr 248 wjechał pierwszy pociąg – spalinowóz SM48 pchający pięć szutrówek, za którą jechała podbijarka torowa. W marcu zakończono również budowę wszystkich 6 masztów GSM-R, będących częścią systemu sterowania ruchem ERTMS, odpowiadającego za automatyzację nadzoru nad prowadzeniem ruchu pociągów. W kwietniu na linii rozpoczął się montaż balis systemu ERTMS.

### Testy

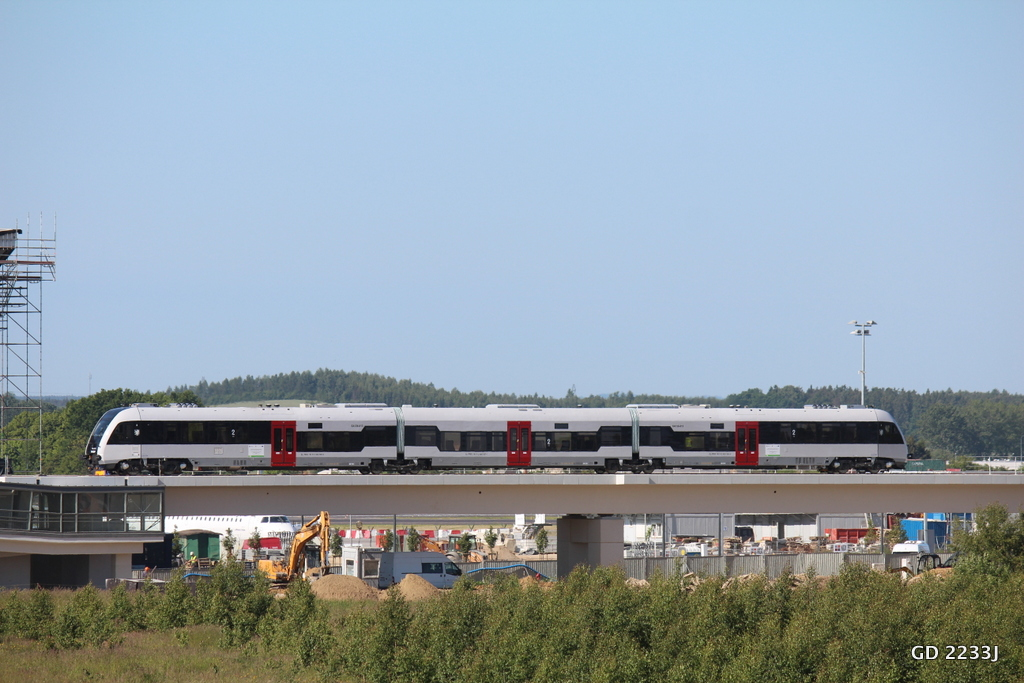
Trójczłonowy SA136 podczas testów

W kwietniu 2015 odbyły się pierwsze testy linii prowadzone przez lokomotywę Traxx F140 DE należącą do spółki Lotos Kolej. Podczas testów sprawdzono m.in. pokrycia sygnałem radiowym całej linii przy maksymalnej prędkości 120 km/h. W maju na przystanku Gdańsk Matarnia odbyły się ćwiczenia ratownicze.
12 czerwca na linii odbyła się uroczysta prezentacja jednego z zakupionych do jej obsługi pojazdów – SA136-013. W czerwcu kontynuowano testy linii, tym razem z użyciem pociągów zakupionych do jej obsługi. W lipcu linia była testowana przez lokomotywę SM42 oraz wagon spalinowy SA103 należące do Przewozów Regionalnych. Między testami lokomotywy SM42 i wagonu spalinowego SA103 prace wykonywała szlifierka torowa Speno, która przygotowywała szyny na trasie Pomorskiej Kolei Metropolitalnej. Na początku sierpnia do testowania linii ponownie skierowano pojazdy SA136, tym razem obsługiwane przez maszynistów PKP SKM w Trójmieście.

### Eksploatacja
1 września 2015 linia została oddana do użytku.
Pod koniec grudnia 2015 pomiędzy wiaduktami WK2 (nad linią nr 202) a WK3 (nad al. Grunwaldzką) doszło do obsunięcia się ziemi na nasypie, przez co konieczne było tymczasowe zamknięcie południowego toru w tym rejonie. 18 marca 2016 przywrócono w tym miejscu ruch pociągów po obu torach. Naprawa została wykonana przez Budimex w ramach gwarancji.
W nocy z 14 na 15 lipca 2016 w Gdańsku miała miejsce wielka ulewa, w wyniku której doszło do osunięć wierzchniej, ochronnej warstwy nasypów kolejowych, które dotknęły łącznie 21 procent całkowitej powierzchni skarp i nasypów linii PKM, przez co ruch został całkowicie wstrzymany i wprowadzono zastępczą komunikację autobusową. Oprócz spływów powierzchniowych warstwy osłonowej nasypu doszło również do odsłonięcia kabli, podmycia studzienek, zerwania korytek odwodnieniowych, zamulenia koryt odwodnieniowych, zanieczyszczenia tłucznia itp. Łącznie doszło do 688 usterek, z których 56 wymagało naprawy przed przywróceniem ruchu pociągów. 19 lipca przywrócono ruch pociągów na odcinku Gdańsk Osowa – Gdańsk Port Lotniczy. 12 sierpnia rozpoczęły się właściwe prace naprawcze, a 31 sierpnia testy linii przed jej ponownym uruchomieniem, które nastąpiło 4 września (na odcinku od Brętowa do Strzyży ruch odbywał się jednotorowo). 1 listopada przywrócono dwutorowy ruch na całej długości linii.
Pod koniec lipca 2017 doszło do dwóch niewielkich punktowych osunięć trawy z nasypów, w wyniku których wprowadzono tymczasowe ograniczenia do 40 km/h.

### Elektryfikacja
Linia nr 248 podczas budowy została częściowo przygotowana do przyszłej elektryfikacji: powstał projekt elektryfikacji dla całej linii oraz na wiaduktach przygotowano specjalne miejsca pod montaż słupów trakcyjnych. W lutym 2017 ogłoszony został przetarg na studium wykonalności elektryfikacji linii nr 248 i 253. W marcu 2018 zapadła decyzja o przyznaniu inwestycji 85% dofinansowania z funduszy unijnych w wysokości 61 mln zł, przy szacowanym całkowitym koszcie inwestycji wynoszącym 73 mln zł (w II połowie 2020 szacunkowy koszt inwestycji określano na 89 mln zł). We wrześniu 2018 PKM (zarządca linii nr 248) ogłosił przetarg na projekt elektryfikacji linii nr 248 i 253 wraz z budową dodatkowego przystanku Gdańsk Firoga. Spośród 4 złożonych ofert najtańszą złożyło Biuro Projektów Komunikacyjnych w Poznaniu (2,56 mln zł) i jako jedyna była ona niższa od kwoty przeznaczonej na tę inwestycję przez PKM (2,76 mln zł). W rezultacie 11 stycznia 2019 podpisano umowę na wykonanie przez tę firmę dokumentacji projektowej.
W 2021 otwarto oferty na realizację projektu elektryfikacji linii nr 248 i 253 wraz z budową przystanku w Firodze. Spośród 11 złożonych ofert najtańszą złożył poznański Torpol (48,8 mln zł) i była ona o 19 mln zł niższa od zapreliminowanego budżetu w wysokości 67,8 mln zł. 
Umowę z wykonawcą podpisano 30 kwietnia 2021. Prace rozpoczęły się 15 czerwca między przystankami Gdańsk Brętowo a Jasień. W nocy z 8 na 9 listopada 2022 miał miejsce przejazd pierwsze pociągu elektrycznego po linii PKM na odcinku Gdańsk Wrzeszcz - Gdańsk Kiełpinek, brał udział elektryczny zespół trakcyjny EN57ALd. Elektryfikacja linii PKM trwała do czerwca 2023, a w nocy z 9 na 10 czerwca 2023 odbył się, na odcinku Gdańsk Wrzeszcz – Gdańsk Port Lotniczy, ostatni przejazd testowy. Natomiast 12 czerwca na linię wyjechał pierwszy rozkładowy pociąg elektryczny.
Równolegle z elektryfikacją linii nr 248, PKP Polskie Linie Kolejowe deklarowały elektryfikację linii nr 201 (łączącą się z nr 248 w Rębiechowie). Tak się jednak nie stało i tym samym niemożliwe jest wykorzystanie składów elektrycznych do obsługi połączeń do Kościerzyny i Kartuz.

## Parametry techniczne
Linia jest zelektryfikowana i wyposażona w ETCS poziomu 2. Najmniejszy łuk na linii ma promień 360 m i znajduje się na estakadzie przy wyjeździe ze stacji Gdańsk Wrzeszcz.
| Prędkość                                          | Prędkość               | Prędkość         | Kilometraż | Kilometraż | Prędkość        | Prędkość               | Prędkość         |
| tor 1                                             | tor 1                  | tor 1            | od         | do         | tor 2           | tor 2                  | tor 2            |
| składy wagonowe                                   | autobusy szynowe i EZT | pociągi towarowe | od         | do         | składy wagonowe | autobusy szynowe i EZT | pociągi towarowe |
| ------------------------------------------------- | ---------------------- | ---------------- | ---------- | ---------- | --------------- | ---------------------- | ---------------- |
| 80                                                | 80                     | 60               | -0,368     | -0,266     |                 |                        |                  |
| 80                                                | 80                     | 60               | -0,266     | 1,103      | 80              | 80                     | 60               |
| 80                                                | 80                     | 70               | 1,103      | 1,429      | 80              | 80                     | 60               |
| 80                                                | 80                     | 70               | 1,429      | 2,710      | 80              | 80                     | 70               |
| 120                                               | 120                    | 80               | 2,710      | 2,713      | 80              | 80                     | 70               |
| 120                                               | 120                    | 80               | 2,713      | 2,869      | 120             | 120                    | 70               |
| 120                                               | 120                    | 80               | 2,869      | 13,119     | 120             | 120                    | 80               |
| 100                                               | 100                    | 80               | 13,119     | 13,127     | 120             | 120                    | 80               |
| 100                                               | 100                    | 80               | 13,127     | 14,242     | 100             | 100                    | 80               |
| 90                                                | 90                     | 80               | 14,242     | 14,248     | 100             | 100                    | 80               |
| 90                                                | 90                     | 80               | 14,248     | 14,494     | 90              | 90                     | 80               |
| 90                                                | 90                     | 80               | 14,494     | 14,499     | 120             | 120                    | 80               |
| 120                                               | 120                    | 80               | 14,499     | 17,985     | 120             | 120                    | 80               |
| 120                                               | 120                    | 80               | 17,985     | 18,050     | 120             | 120                    | 80               |
| 120                                               | 120                    | 80               | 18,050     | 18,247     |                 |                        |                  |
| nie zawiera ograniczeń z Wykazu Ostrzeżeń Stałych |                        |                  |            |            |                 |                        |                  |

## Punkty eksploatacyjne

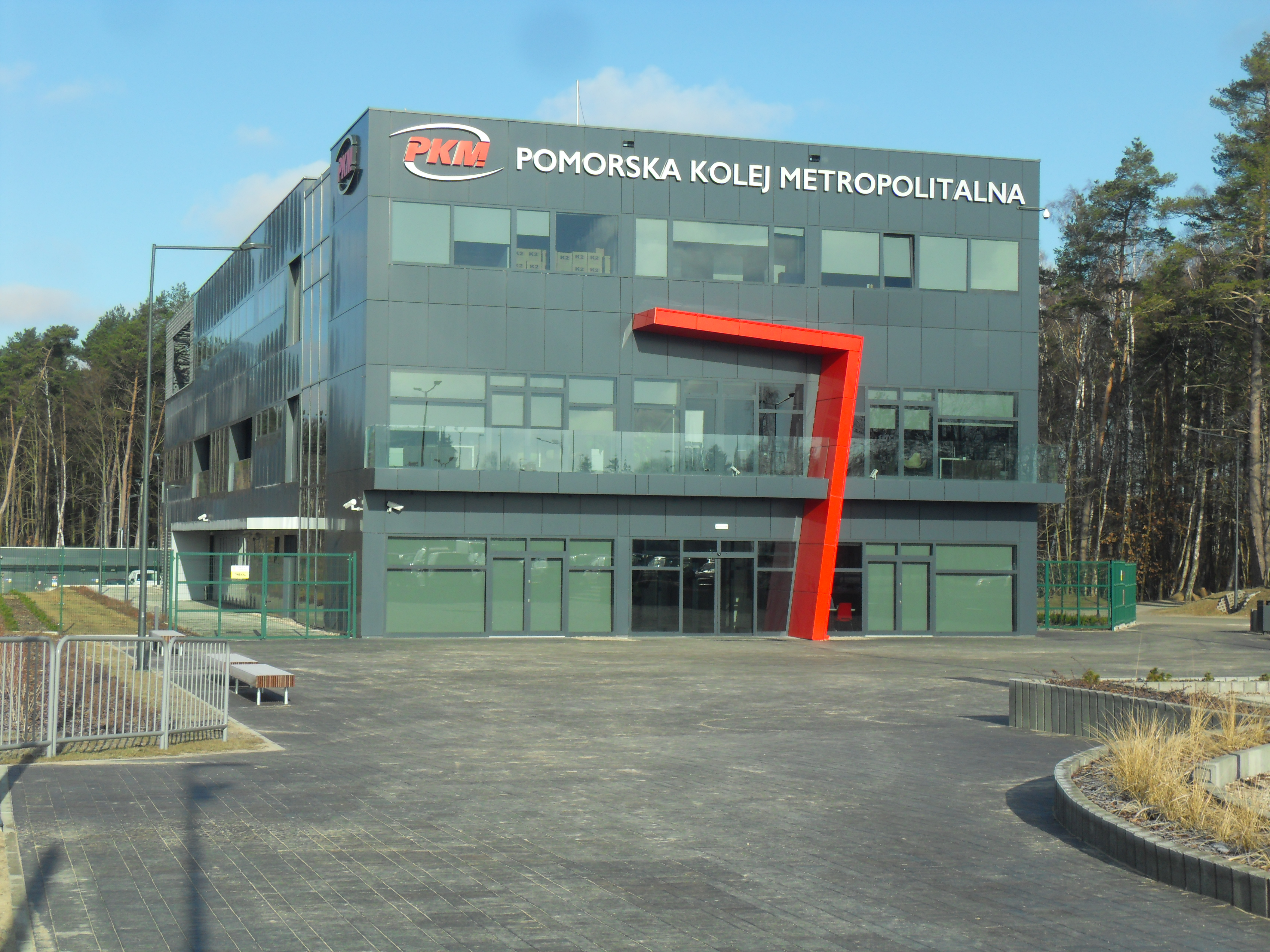
Lokalne Centrum Sterowania przy przystanku Gdańsk Matarnia

| Nazwa                | Rodzaj                         | Liczba krawędzi peronowych | Infrastruktura                                      |                             |
| -------------------- | ------------------------------ | -------------------------- | --------------------------------------------------- | --------------------------- |
| Gdańsk Wrzeszcz      | stacja kolejowa                | 7                          | dworzec kolejowy przejście podziemne tory odstawcze | [ 60 ] [ 61 ] [ 19 ] [ 62 ] |
| Gdańsk Strzyża       | przystanek osobowy             | 2                          |                                                     | [ 18 ]                      |
| Gdańsk Niedźwiednik  | przystanek osobowy             | 2                          |                                                     | [ 18 ]                      |
| Gdańsk Brętowo       | przystanek osobowy             | 2                          | zintegrowany przystanek tramwajowy                  | [ 18 ] [ 63 ]               |
| Brętowo              | posterunek odgałęźny           | 0                          |                                                     |                             |
| Gdańsk Jasień        | przystanek osobowy             | 2                          |                                                     | [ 18 ]                      |
| Gdańsk Kiełpinek     | przystanek osobowy             | 2                          | przejście nadziemne                                 | [ 18 ]                      |
| Kiełpinek            | posterunek odgałęźny           | 0                          |                                                     |                             |
| Gdańsk Matarnia      | przystanek osobowy             | 2                          |                                                     | [ 18 ]                      |
| Gdańsk Firoga        | posterunek bocznicowy szlakowy | 0                          |                                                     |                             |
| Gdańsk Firoga        | przystanek osobowy             | 2                          |                                                     | [ 18 ]                      |
| Gdańsk Port Lotniczy | przystanek osobowy             | 2                          |                                                     | [ 18 ]                      |
| Gdańsk Rębiechowo    | stacja kolejowa                | 2                          | przejście nadziemne tory odstawcze                  | [ 18 ] [ 19 ]               |
| Gdańsk Osowa         | stacja kolejowa                | 3                          | dworzec kolejowy                                    | [ 61 ] [ 64 ]               |
| [ 5 ] [ 6 ] [ 7 ]    |                                |                            |                                                     |                             |

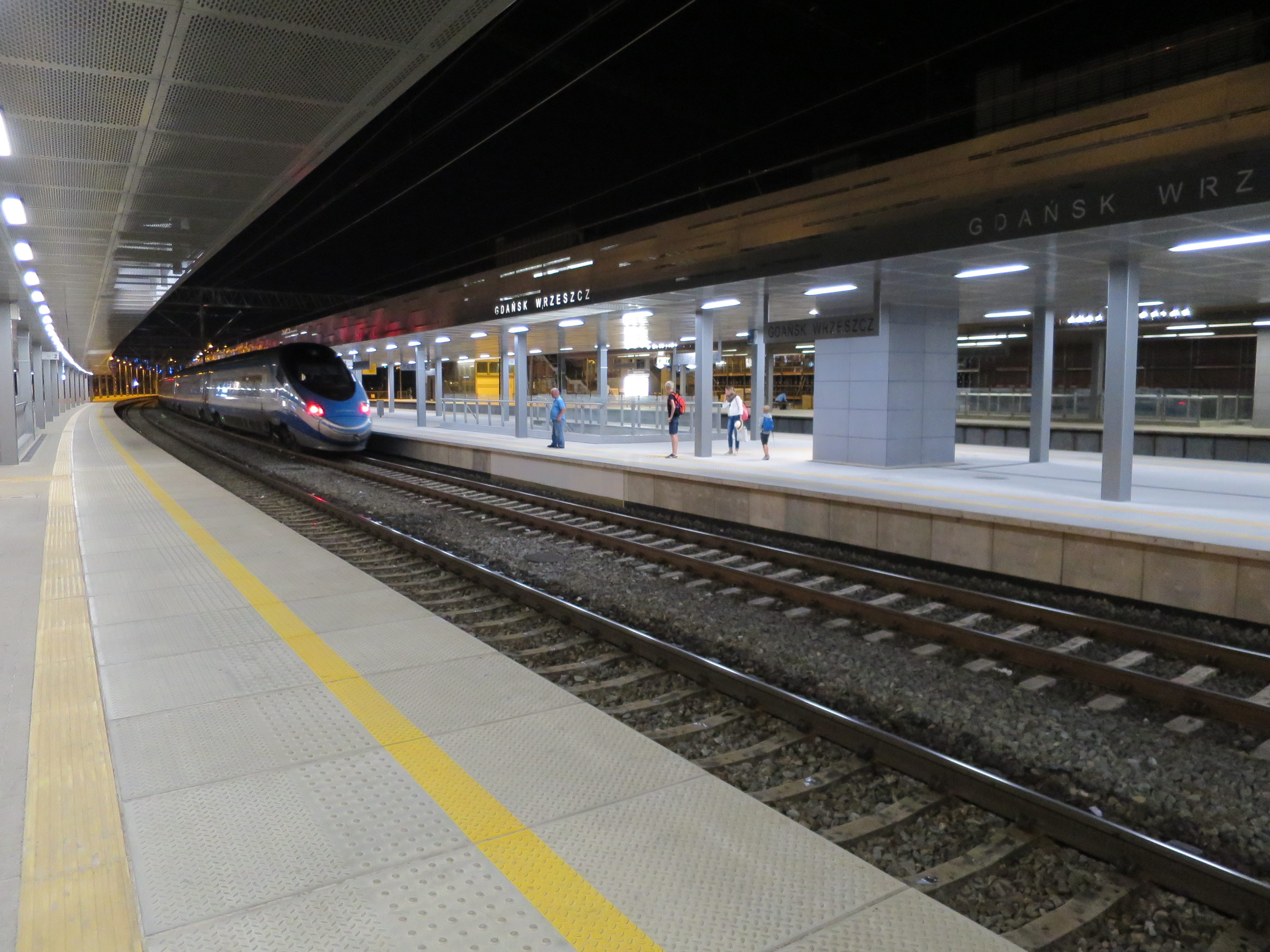
Gdańsk Wrzeszcz
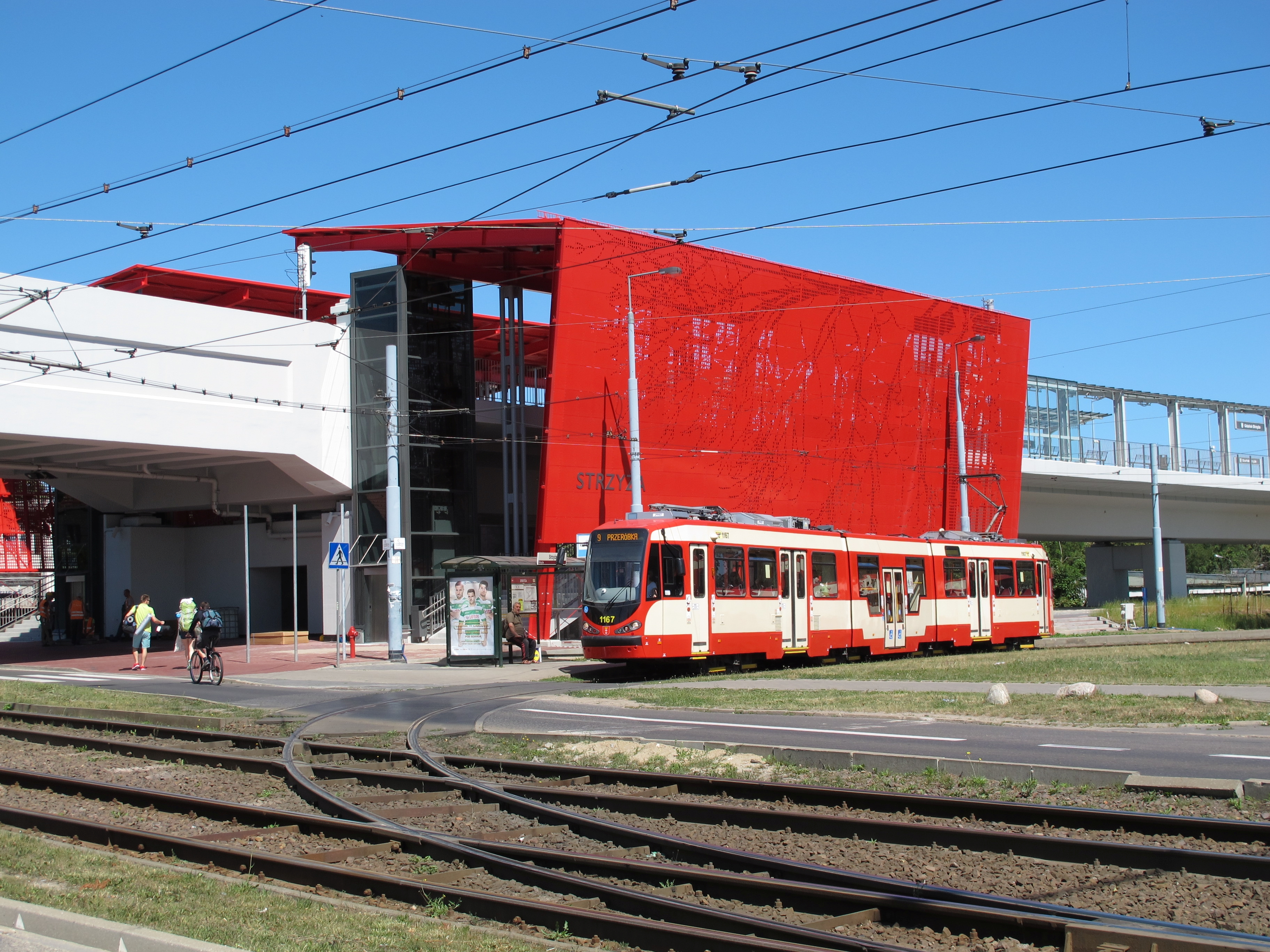
Gdańsk Strzyża
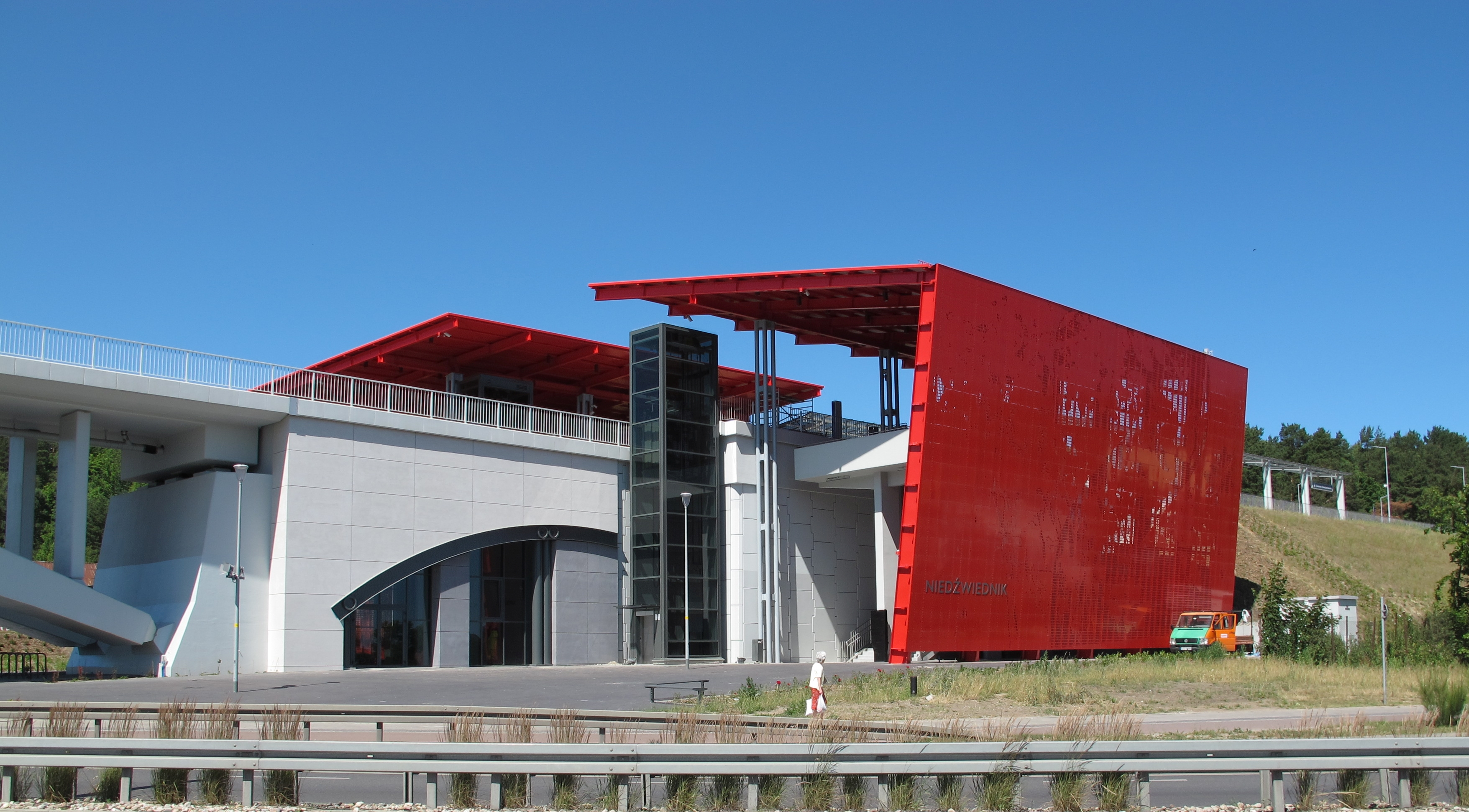
Gdańsk Niedźwiednik
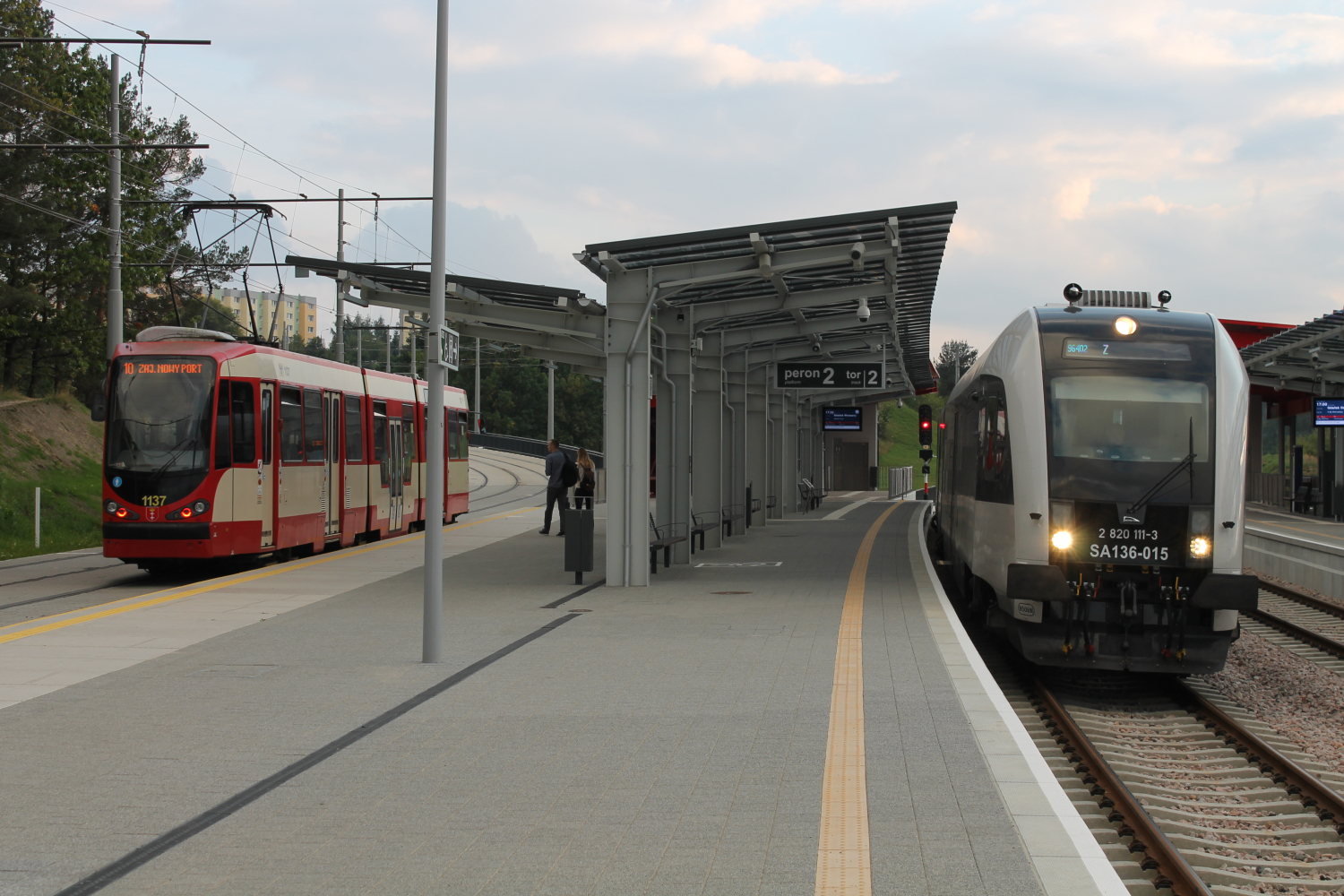
Gdańsk Brętowo
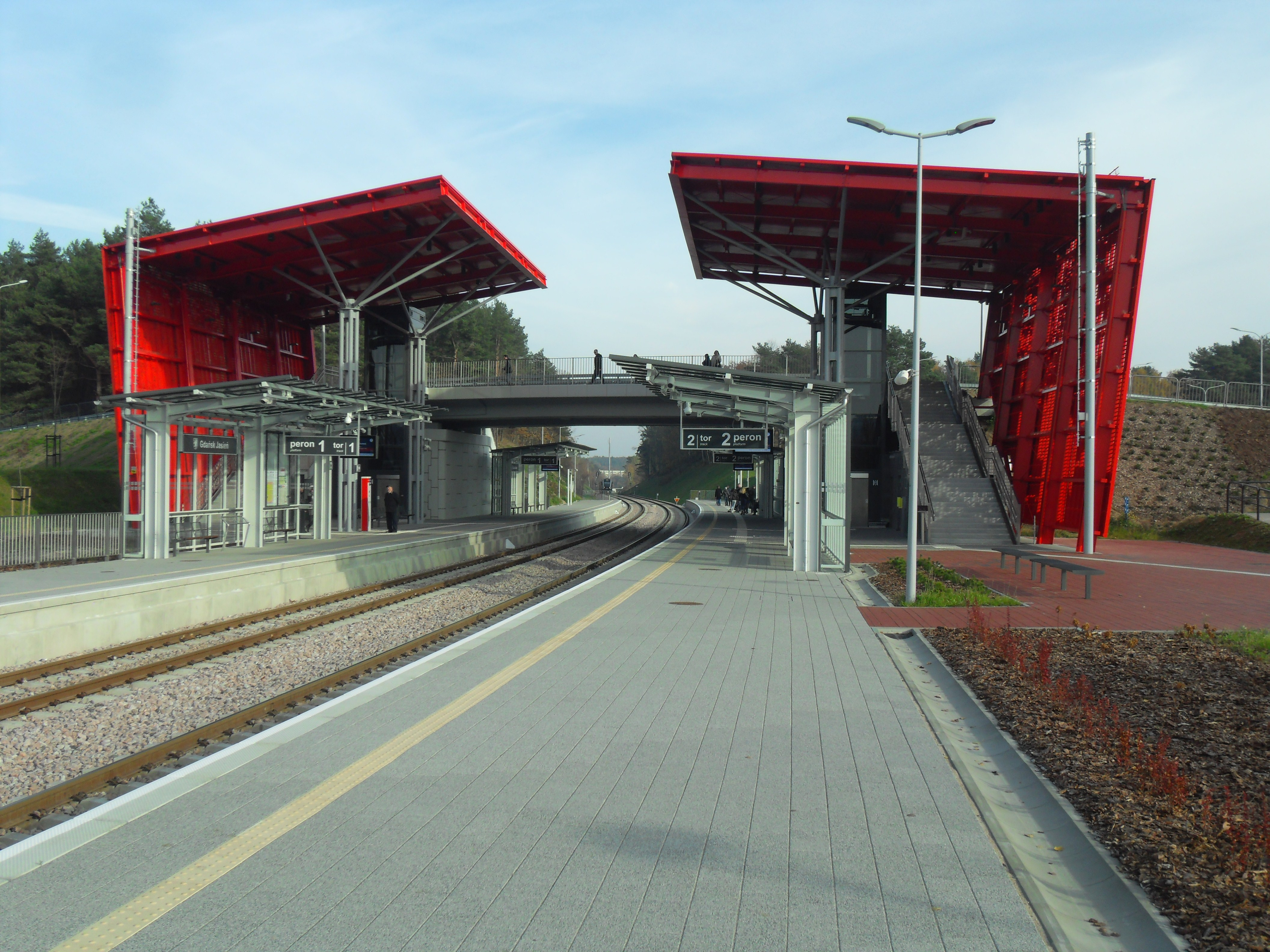
Gdańsk Jasień
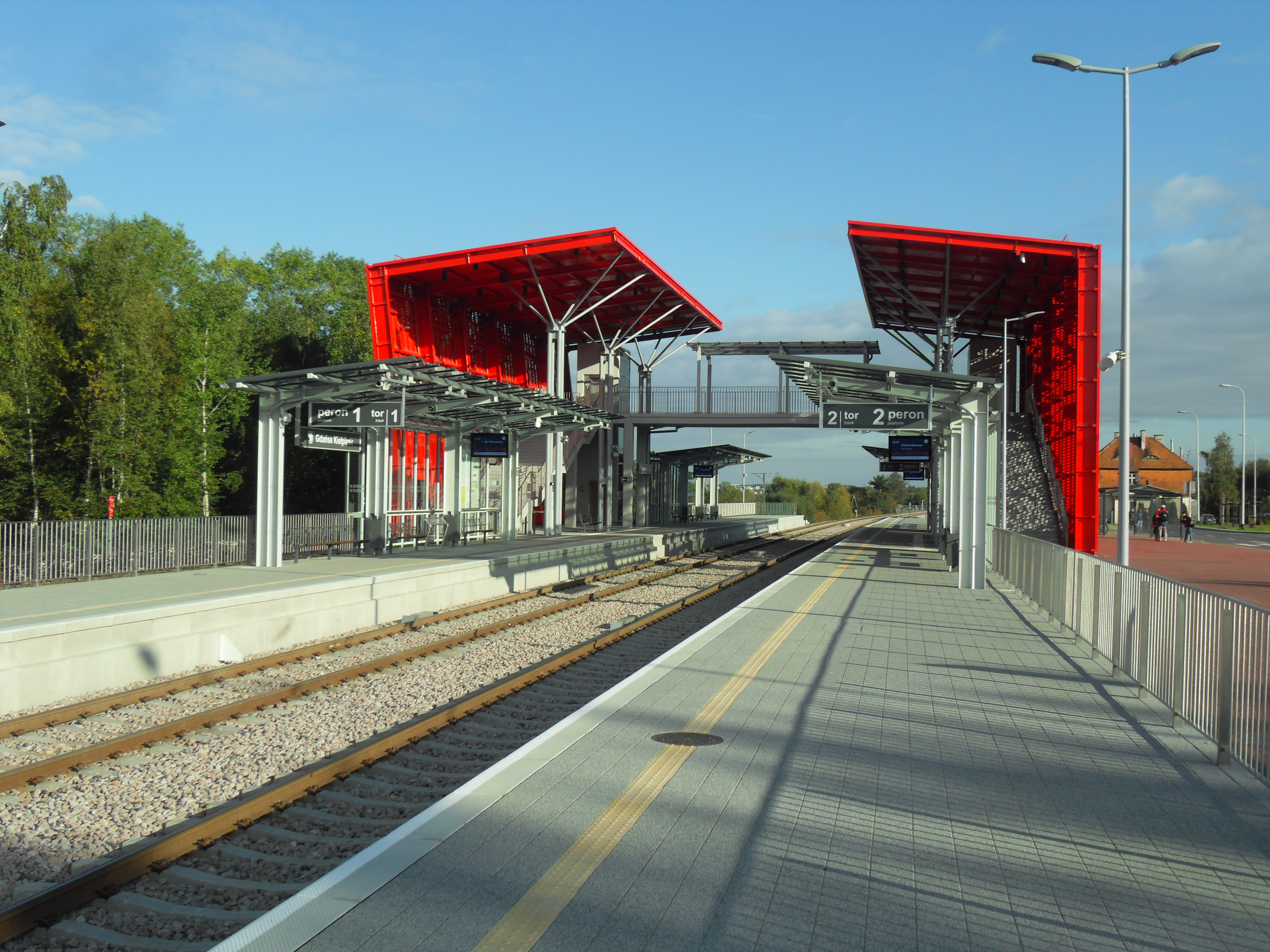
Gdańsk Kiełpinek
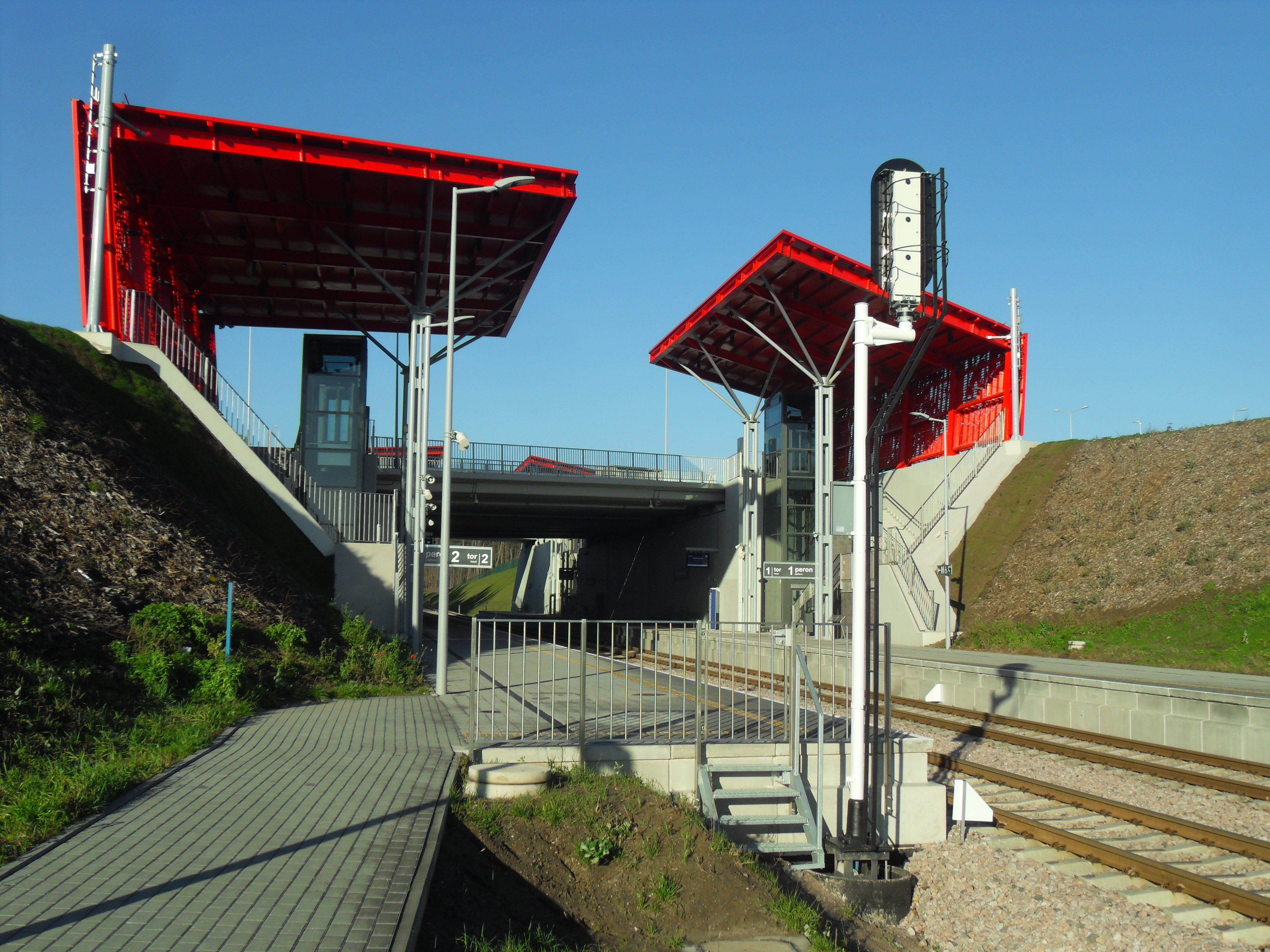
Gdańsk Matarnia
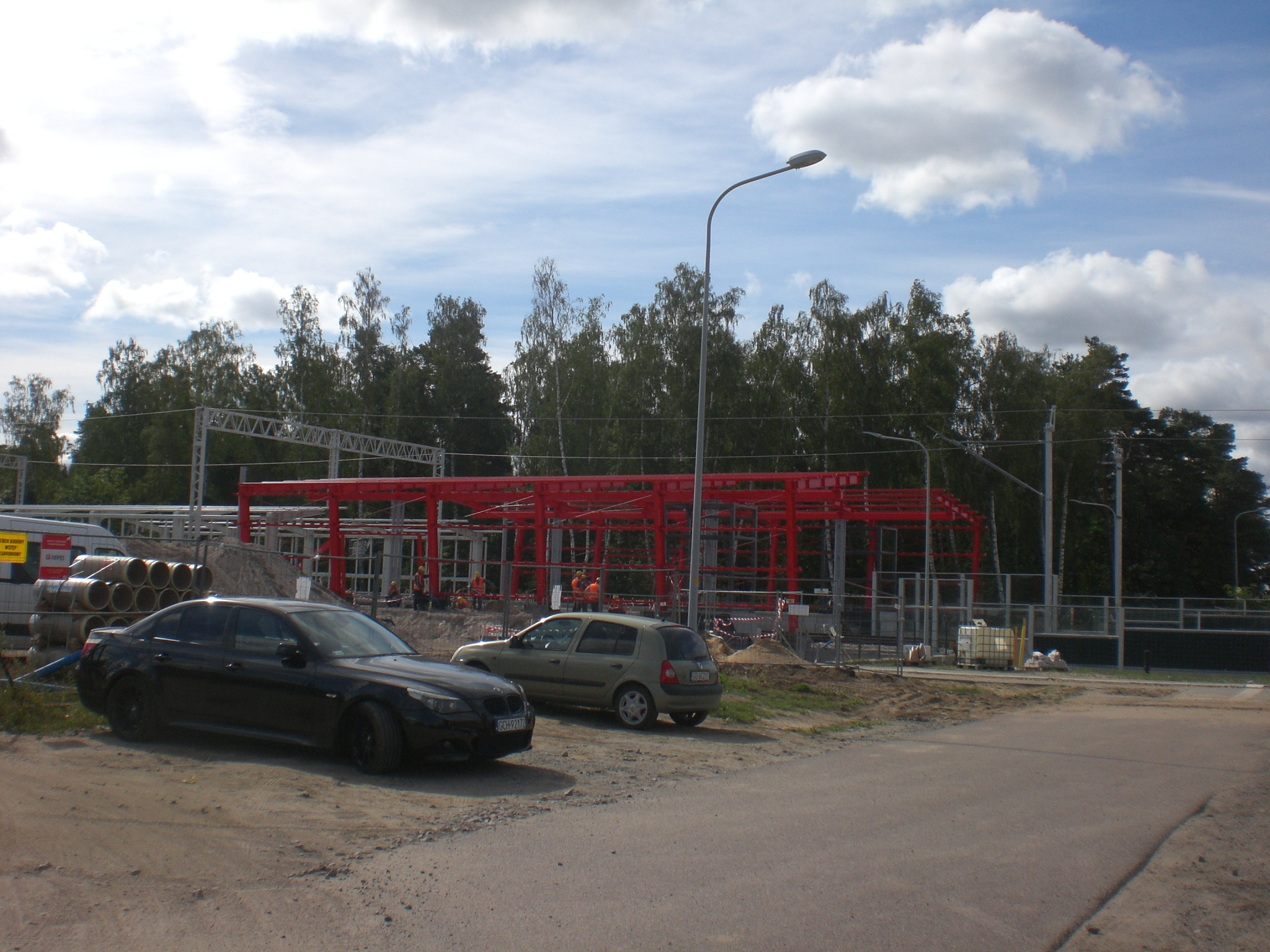
Gdańsk Firoga
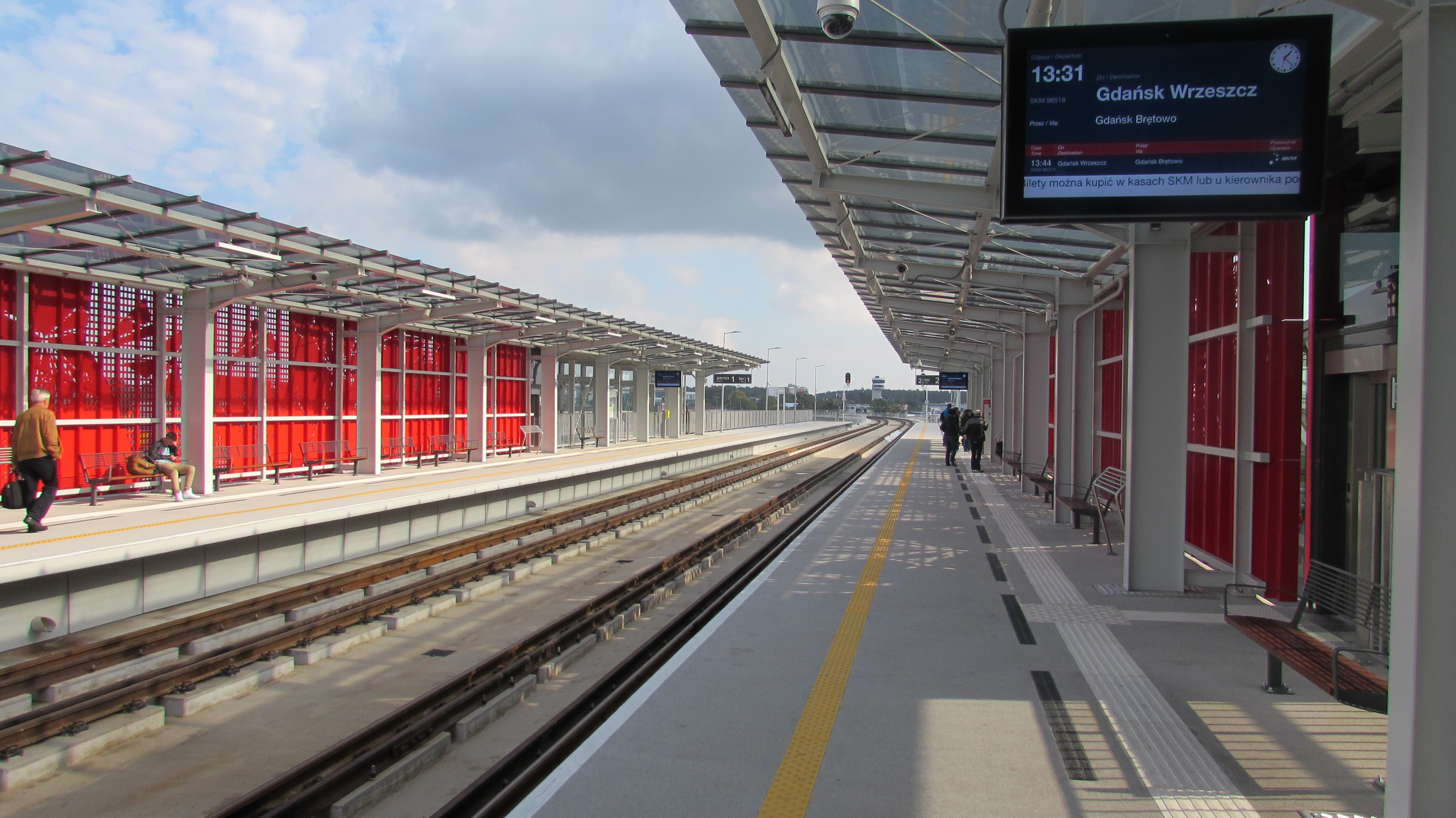
Gdańsk Port Lotniczy
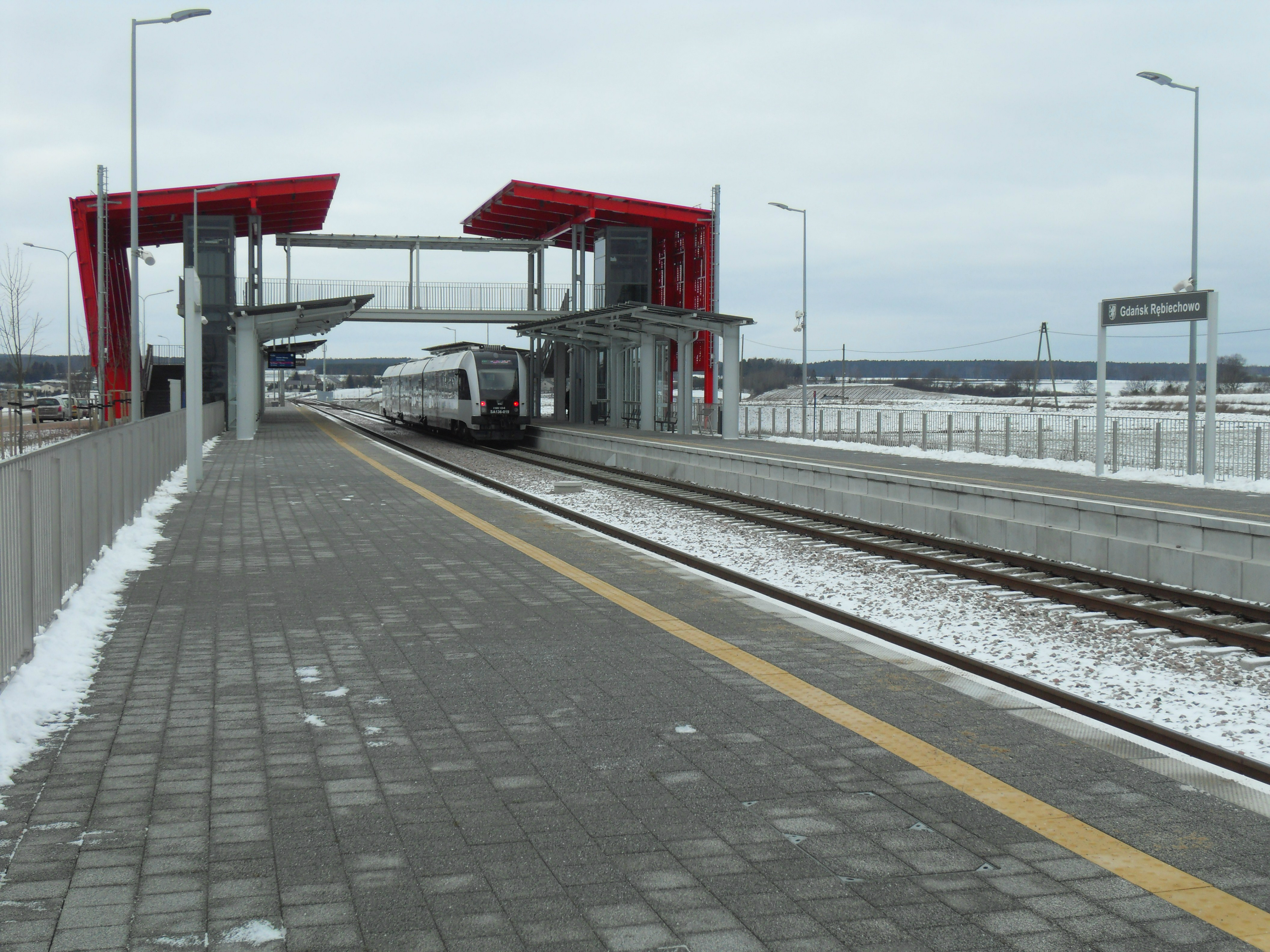
Gdańsk Rębiechowo
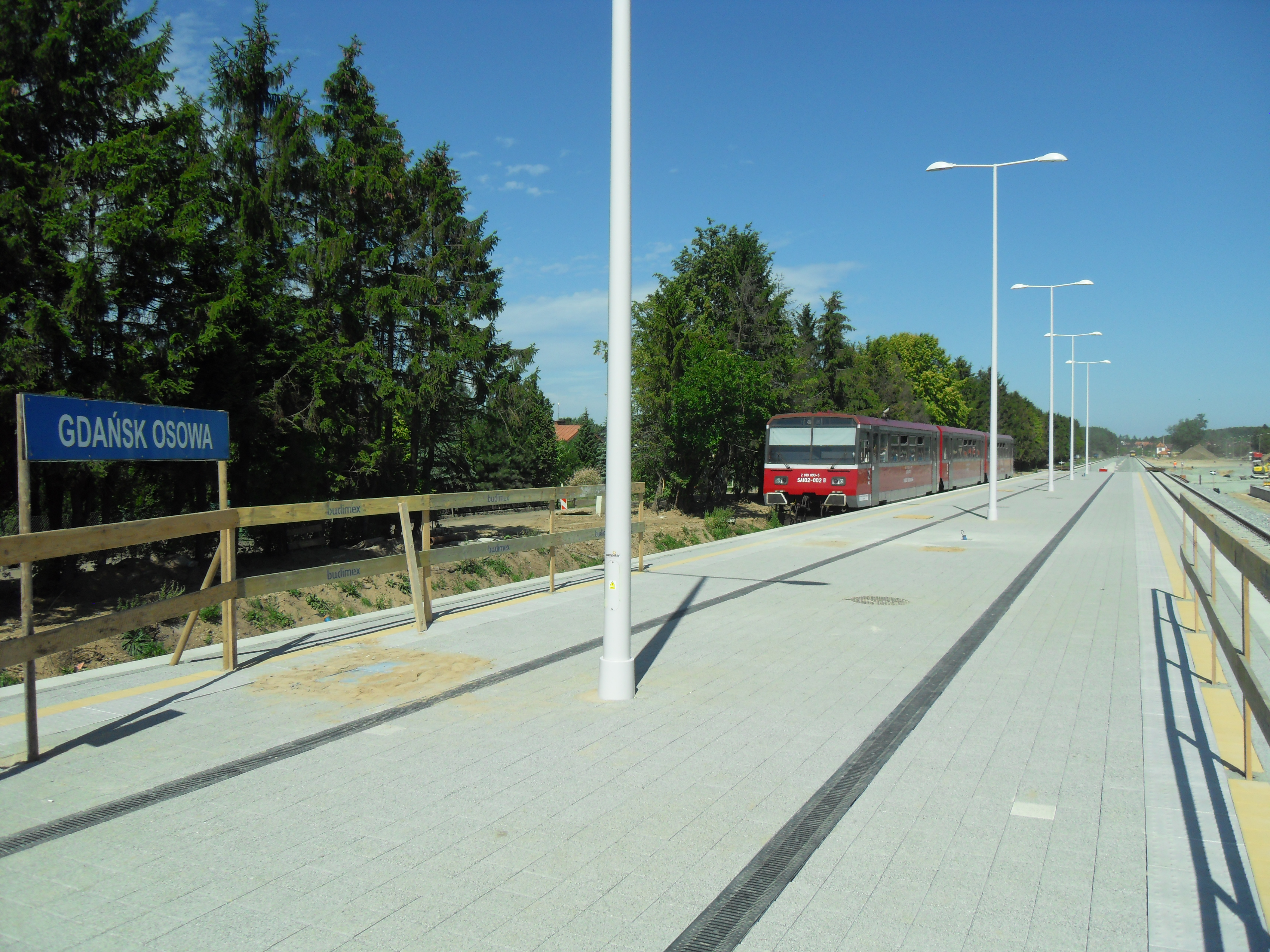
Gdańsk Osowa

## Obiekty inżynieryjne

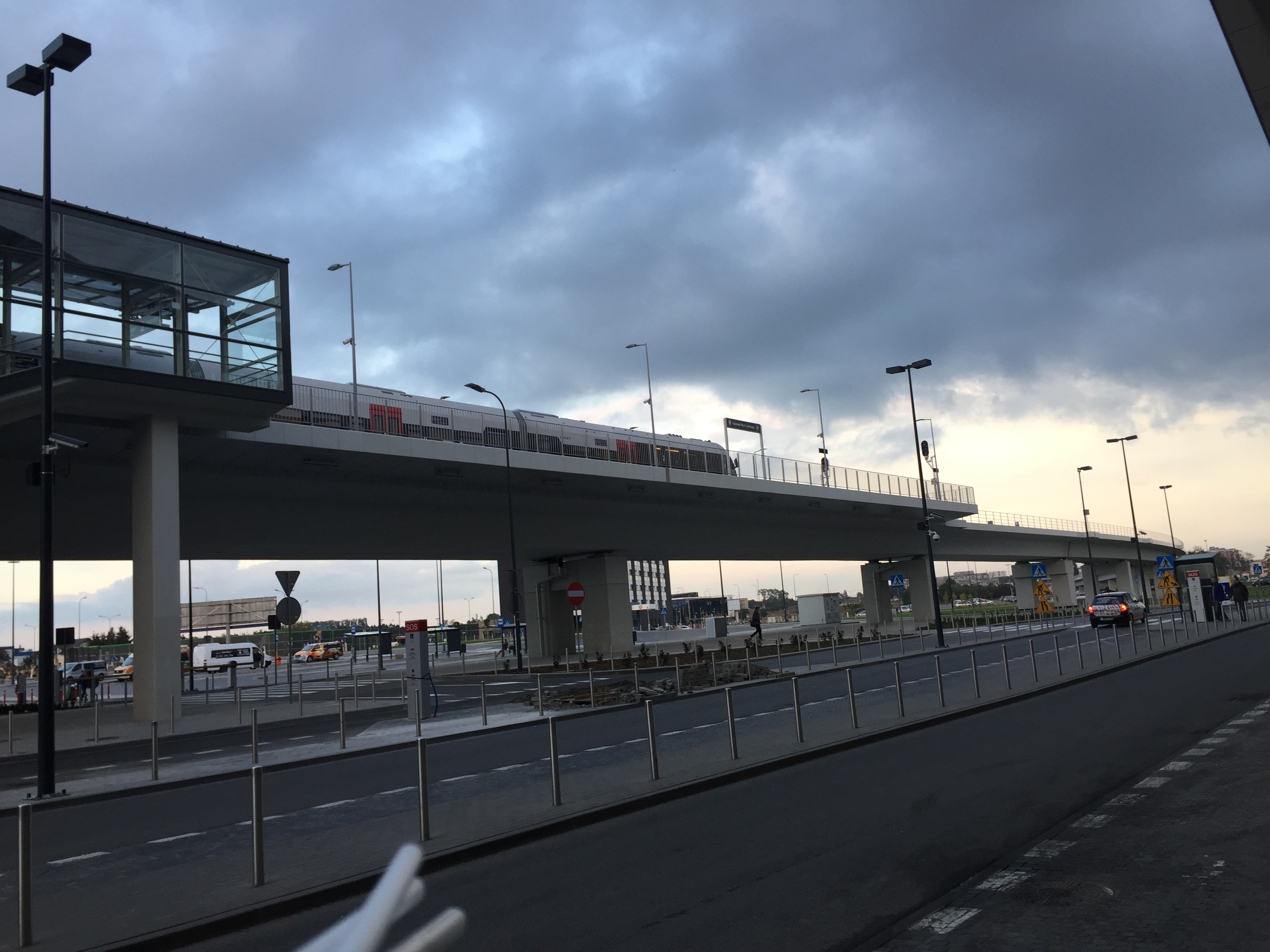
Estakada przy gdańskim lotnisku

Na linii nr 248 i łącznicy nr 253 znajduje się 41 obiektów inżynieryjnych: 17 wiaduktów kolejowych, 5 wiaduktów drogowych, 4 kładki dla pieszych oraz 15 przepustów i przejść pod torami. Największym obiektem inżynieryjnym jest 940-metrowa estakada przy gdańskim lotnisku. Wszystkie obiekty inżynieryjne zostały wykonane jako konstrukcje żelbetowe, z wyjątkiem wiaduktu WK2 nad linią nr 202 w okolicach przystanku Gdańsk Zaspa, który ma konstrukcję stalową.

## Ruch pociągów

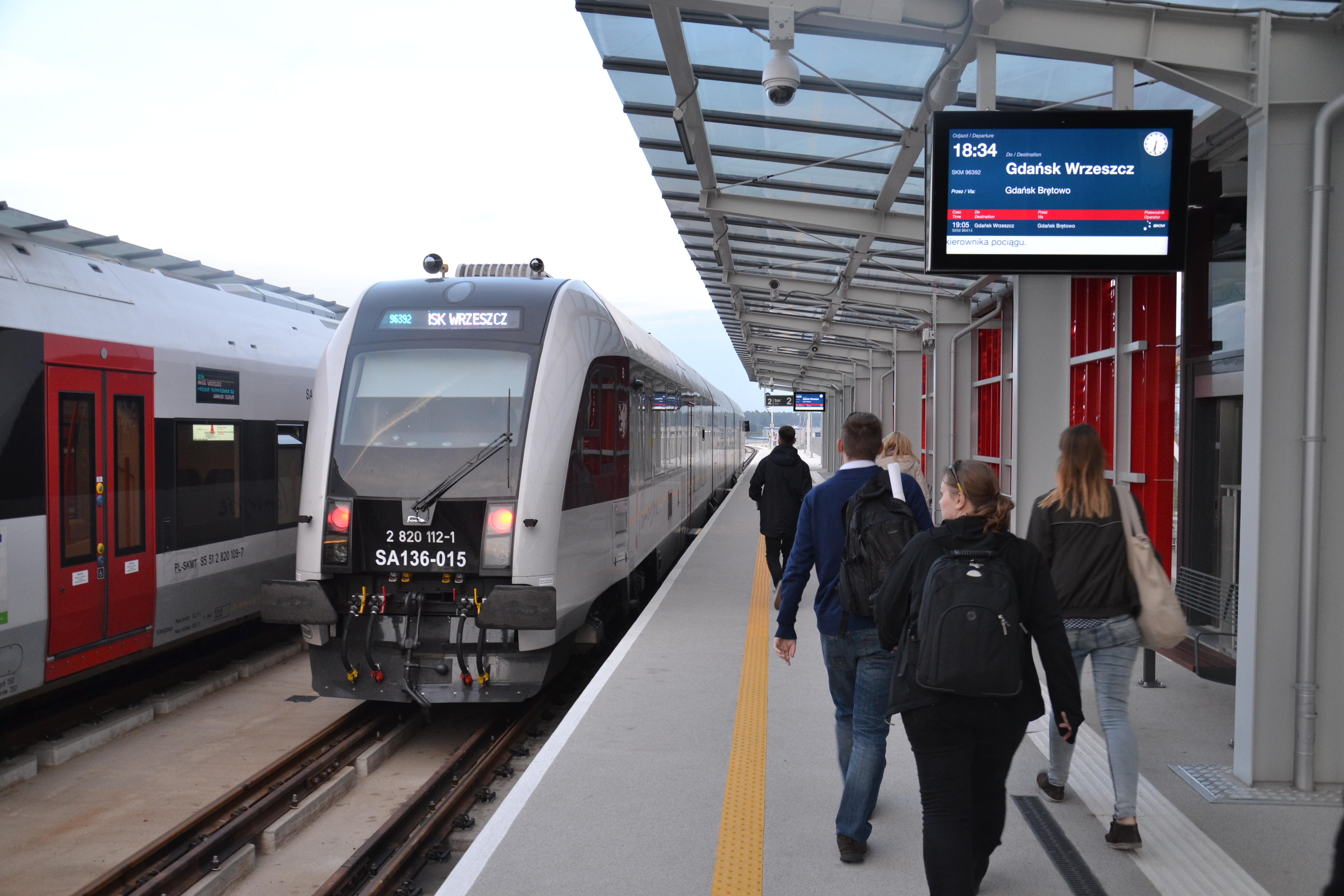
Pociąg do Wrzeszcza na przystanku Gdańsk Port Lotniczy

14 kwietnia 2015 zarząd województwa pomorskiego podjął decyzję o ogłoszeniu przetargu nieograniczonego na obsługę pociągów jeżdżących linią nr 248. Ich eksploatacja została objęta wspólnym zadaniem z połączeniem Wejherowo – Gdynia Główna – Gdańsk Główny – Tczew, obsługiwanego do tej pory przez spółkę PKP Szybka Kolej Miejska w Trójmieście. Jedyną ofertę w tym przetargu złożyła właśnie ta spółka i 11 czerwca ta oferta została zatwierdzona przez zarząd województwa.
2 września 2014 samorząd województwa pomorskiego podpisał z Pesą umowę na dostawę 3 dwuczłonowych spalinowych zespołów trakcyjnych 218Mc oraz siedmiu trójczłonowych 219M dedykowanych obsłudze Pomorskiej Kolei Metropolitalnej. Poza zamówionymi 10 pojazdami, PKM jest obsługiwana przez 3 inne pojazdy szynowe zakupione wcześniej przez województwo pomorskie (dwa SA137 i jeden SA138).
Linia powstała w celu zapewnienia dogodnego dojazdu do lotniska oraz lepszego skomunikowania powiatów kartuskiego i kościerskiego z Trójmiastem. Już dwa miesiące po inauguracji ruchu z linii korzystało ok. 100 tys. pasażerów miesięcznie (dla porównania, liniami SKM podróżowały w tym czasie ponad 3 mln osób).
1 września 2015 po linii rozpoczęły kursowanie pociągi w relacji Gdańsk Główny – Gdańsk Port Lotniczy – Gdynia Główna (i relacjach skróconych), 1 października Gdańsk Główny – Gdańsk Port Lotniczy – Kartuzy.
11 grudnia 2016 uruchomiono przyśpieszone połączenie  Gdynia Główna – Gdańsk Wrzeszcz – Gdańsk Port Lotniczy – Kościerzyna, mające postoje na linii nr 248 tylko na stacjach Gdańsk Strzyża, Gdańsk Jasień, Gdańsk Kiełpinek i Gdańsk Port Lotniczy.
9 grudnia 2018 obsługę części połączeń na linii nr 248 przejęły Przewozy Regionalne.
14 listopada 2022 zarząd województwa pomorskiego zatwierdził wyniki przetargu na przewozy pasażerskie na liniach PKM powierzającego w okresie 11 grudnia 2022 – 12 grudnia 2026 połączenia między Gdańskiem, Gdynią, Kościerzyną i Kartuzami spółce Polregio.
15 maja 2023 samorząd województwa pomorskiego podpisał z Newagiem umowę na dostawę 4 hybrydowych (elektryczno-spalinowych) zespołów trakcyjnych Impuls z myślą m.in. o kursowaniu po linii nr 248. Pierwszy z tych pociągów rozpoczął kursowanie po tej linii w czerwcu 2024.